# Álvaro Garrido
Álvaro Sebastián Garrido Podlech (Purén, Región de La Araucanía, Chile, 24 de abril de 2000), es un futbolista profesional chileno. Juega de mediocampista en Colchagua CD de la Tercera División A de Chile.

## Trayectoria

### Inicios
Oriundo de Purén, Garrido sería formado como futbolista en las inferiores del Club Deportivo Huachipato, posteriormente se haría un espacio en la plantilla que disputaría la Temporada 2021.
Antes de ser subido al primer equipo, Álvaro fue el capitán desde la serie Sub-14 hasta la Sub-17 de las inferiores del club.

### Club Deportivo Huachipato
El día 3 de abril de 2021, correspondiente a la segunda fecha de la Temporada 2021 del fútbol chileno, Álvaro Garrido debutaría profesionalmente contra la Universidad de Chile, partido que terminaría en un empate 1 - 1. Cabe destacar que junto a Garrido también debutaron los juveniles Martín Parra y Alexis Mancilla en el elenco acerero.

## Estadísticas
| Club                    | Div.          | Temporada     | Liga  | Liga  | Copas nacionales | Copas nacionales | Torneos internacionales | Torneos internacionales | Total | Total |
| Club                    | Div.          | Temporada     | Part. | Goles | Part.            | Goles            | Part.                   | Goles                   | Part. | Goles |
| ----------------------- | ------------- | ------------- | ----- | ----- | ---------------- | ---------------- | ----------------------- | ----------------------- | ----- | ----- |
| Huachipato · Chile      | 1.ª           | 2021          | —     | —     | 3                | 0                | 1                       | 0                       | 4     | 0     |
| Huachipato · Chile      | 1.ª           | 2022          | 0     | 0     | 0                | 0                | 0                       | 0                       | 0     | 0     |
| Huachipato · Chile      | Total club    | Total club    | 0     | 0     | 3                | 0                | 1                       | 0                       | 4     | 0     |
| Independiente · Chile   | 3.ª           | 2022          | 0     | 0     | 0                | 0                | —                       | —                       | 0     | 0     |
| Independiente · Chile   | Total club    | Total club    | 0     | 0     | 0                | 0                | 0                       | 0                       | 0     | 0     |
| Comunal Cabrero · Chile | 4.ª           | 2023          | 0     | 0     | 0                | 0                | —                       | —                       | 0     | 0     |
| Comunal Cabrero · Chile | Total club    | Total club    | 0     | 0     | 0                | 0                | 0                       | 0                       | 0     | 0     |
| Colchagua CD · Chile    | 4.ª           | 2024          | 0     | 0     | 0                | 0                | —                       | —                       | 0     | 0     |
| Colchagua CD · Chile    | Total club    | Total club    | 0     | 0     | 0                | 0                | 0                       | 0                       | 0     | 0     |
| Total carrera           | Total carrera | Total carrera | 0     | 0     | 3                | 0                | 1                       | 0                       | 4     | 0     |
| 1. 2. 3.                |               |               |       |       |                  |                  |                         |                         |       |       |